# Kanton Les Bouchoux
Les Bouchoux is een voormalig kanton van het Franse departement Jura. Het kanton maakte deel uit van het arrondissement Saint-Claude. Het werd opgeheven bij decreet van 17 februari 2014 met uitwerking op 22 maart 2015. Alle gemeenten zijn opgenomen in het kanton Coteaux du Lizon.

## Gemeenten
Het kanton Les Bouchoux omvatte de volgende gemeenten:
- Bellecombe
- Les Bouchoux (hoofdplaats)
- Choux
- Coiserette
- Coyrière
- Larrivoire
- Les Moussières
- La Pesse
- Rogna
- Viry
- Vulvoz